# Lista sanockich posłów do Sejmu Krajowego Galicji
Posłowie do Sejmu Krajowego Galicji z obwodu sanockiego i okręgu Sanok

## I kadencja (1861-1866)
- Aleksander Dobrzański (I kuria), Obwód sanocki, zmarł w 1866, na jego miejsce wybrano Józefa Majera)
- Ludwik Skrzyński (I kuria), Obwód sanocki
- Felicjan Laskowski (I kuria), Obwód sanocki
- Iwan Łapiczak (IV kuria), Okręg Sanok-Rymanów-Bukowsko

## II kadencja (1867-1869)
- Edward Gniewosz (I kuria), Obwód sanocki
- Zygmunt Kozłowski (I kuria), Obwód sanocki
- Ludwik Skrzyński (I kuria), Obwód sanocki
- Stefan Żyńczak (IV kuria), Okręg Sanok-Rymanów-Bukowsko

## III kadencja (1870-1876)
- Edward Gniewosz (I kuria), Obwód sanocki, 16 lutego 1876 na jego miejsce obrano Gustawa Romera
- Zenon Słonecki (I kuria), Obwód sanocki
- Ludwik Skrzyński (I kuria), Obwód sanocki
- Petro Kocyłowski (IV kuria), Okręg Sanok-Rymanów-Bukowsko[1]

## IV kadencja (1877-1882)
- Józef Jasiński (I kuria), Obwód sanocki
- Zenon Słonecki (I kuria), Obwód sanocki
- August Gorayski (I kuria), Obwód sanocki
- Stanisław Bieliński (IV kuria), Okręg Sanok-Rymanów-Bukowsko[2]

## V kadencja (1882-1889)
- August Gorayski (I kuria), Obwód sanocki
- Stanisław Gniewosz (I kuria), Obwód sanocki
- Teofil Żurowski (I kuria), Obwód sanocki, 6 października 1883 złożył mandat, ponieważ został wybrany w IV kurii w Lisku, na jego miejsce obrano Zygmunta Kozłowskiego, który złożył mandat 16 października 1884, jednak został powtórnie wybrany 29 października 1885
- Zenon Słonecki (IV kuria), Okręg Sanok-Rymanów-Bukowsko

## VI kadencja (1889-1895)
- August Gorayski (I kuria), Obwód sanocki[3]
- Stanisław Gniewosz (I kuria), Obwód sanocki
- Zygmunt Kozłowski (I kuria), Obwód sanocki, zmarł 9 października 1893, w jego miejsce 20 grudnia 1893 obrano Jana Duklana Słoneckiego
- Zenon Słonecki (IV kuria), Okręg Sanok-Rymanów-Bukowsko

## VII kadencja (1895-1901)
- Jan Trzecieski (I kuria), Obwód sanocki
- Stanisław Gniewosz (I kuria), Obwód sanocki
- Jan Urbański (I kuria), Obwód sanocki
- Mieczysław Urbański (I kuria), Obwód sanocki[4]
- Jan Kanty Jugendfein (III kuria), Okręg Sanok-Krosno (po dodaniu w III kurii okręgu wyborczego 19. Sanok-Krosno na okres VI sesji od 1900 do 1901)[5][6][7]
- Jan Duklan Słonecki (IV kuria), Okręg Sanok[8]; zmarł w 1896, 30 października 1896 na jego miejsce obrano Grzegorza Milana

## VIII kadencja (1901-1907)
- Kazimierz Laskowski (I kuria), Obwód sanocki
- Jan Trzecieski (I kuria), Obwód sanocki
- Jan Urbański (I kuria), Obwód sanocki[9][10]
- Mieczysław Urbański (I kuria), Obwód sanocki[11][10]
- Kazimierz Lipiński (III kuria), Okręg Sanok-Krosno
- Włodzimierz Truskolaski (IV kuria), Okręg Sanok[12] (zmarł 11 lutego 1906, na jego miejsce[13] 20 czerwca 1906 obrano Wołodymyra Kuryłowycza)

## IX kadencja (1908-1913)
- Kazimierz Laskowski (I kuria), Obwód sanocki
- Jan Trzecieski (I kuria), Obwód sanocki, zmarł w 1909, 18 czerwca 1909 na jego miejsce obrano Stanisława Biberstein-Starowieyskiego
- Mieczysław Urbański (I kuria), Obwód sanocki
- August Gorayski (III kuria), Okręg Sanok-Krosno
- Tadeusz Wrześniowski (IV kuria), Okręg Sanok[14]

## X kadencja (1913-1914)
- Kazimierz Laskowski (I kuria), Obwód sanocki
- Stanisław Nowosielecki (I kuria), Obwód sanocki
- Mieczysław Urbański (I kuria), Obwód sanocki
- Alfred Zgórski (III kuria), Okręg Sanok-Krosno
- Jan Potocki (IV kuria), Okręg Sanok[15][16]